# Puyo Puyo (serie)
Puyo Puyo (ぷよぷよ?) è una serie di videogiochi giapponese del tipo rompicapo ideata e sviluppata da Compile a partire dal 1991 e acquistata da SEGA nel 2002 a seguito del fallimento della software house.

## Videogiochi

### Serie originale
- Puyo Puyo (1991)
- Puyo Puyo Tsu (1994)
- Puyo Puyo Sun (1996)
- Puyo Puyo~n (1999)
- Puyo Puyo Fever (2003)
- Puyo Puyo Fever 2 (2005)
- Puyo Puyo 7 (2009)

### Serie Nazo
- Nazo Puyo (1993)
- Nazo Puyo 2 (1993)
- Nazo Puyo: Arle no Roux (1994)
- Super Nazo Puyo: Rulue no Roux (1995)
- Super Nazo Puyo 2: Rulue no Tetsuwan Hanjouki (1996)

### Altro
- Waku Waku Puyo Puyo Dungeon (1998)
- Puyo Puyo Gaiden: Puyo Wars (1999)
- Puyo Puyo DA! (1999)
- Arle no Bouken: Mahou no Jewel (2000)
- Minna de Puyo Puyo (2001)
- Puyo Puyo Chronicle (2016)
- Puyo Puyo Champions (2019)

### Raccolte
- Puyo Puyo BOX (2000)
- Puyo Puyo! 15th Anniversary (2006)
- Puyo Puyo!! 20th Anniversary (2011)

### Crossover
- Qwirks (1992)
- Dr. Robotnik's Mean Bean Machine (1993)
- Kirby's Ghost Trap (1995)
- Kidou Gekidan Haro Ichiza: Haro no Puyo Puyo (2005)
- Puyopuyo!! Quest (2013)
- Puyo Puyo Tetris (2014)
- Puyo Puyo Tetris 2 (2020)

## Modalità di gioco

Esempio

L'obiettivo del gioco è quello di sconfiggere l'avversario unendo gruppi di almeno quattro Puyo dello stesso colore.
Effettuando delle combo è possibile mandare all'avversario degli Ojama, ovvero Puyo trasparenti che lo ostacolano.
Quando la schermata di gioco è piena di Puyo, tanto da rendere il gioco impossibile, la partita termina.

## Accoglienza
Nel 2001 la serie raggiunge le 10 milioni di copie vendute, mentre nel 2017 Sega Sammy Holdings dichiara di aver raggiunto le 25 milioni di unità.